# 10e bataillon de chars de combat
Pour les articles homonymes, voir 10e bataillon.
Le 10e bataillon de chars de combat (10e BCC) est une unité de l'Armée française créée en 1939 et dissoute en 1940. 

## Historique
Le 10e BCC est créé le 27 aout 1939 à Fauconnières (Drôme) à partir du Ier bataillon du 504e régiment de chars de combat. Équipé de 45 chars Renault R35, il fait partie du groupe de bataillons de chars no 504 (GBC 504) de la 4e armée.
Début septembre, le bataillon soutient l'offensive de la Sarre, sans tirer. Pendant la drôle de guerre, il teste plusieurs configurations de chars R35 équipés de lances-fascines.
Le 19 mai, le bataillon, arrivé autour de Rémonville, passe au GBC 503 de la 2e armée et est affecté en réserve du 21e corps d'armée. Du 23 au 25 mai 1940, le 10e BCC soutient la 6e division d'infanterie coloniale défendant la ligne Oches-Sommauthe (au sud de Stonne).
Ensuite rattaché au corps d'armée colonial, le bataillon s'installe en position défensive dans la région de Boult-aux-Bois, où il reste jusqu'au 7 juin 1940. Le bataillon est à cette date rattaché à la 3e division cuirassée et combat à partir du 9 juin 1940 avec la 7e division légère mécanique au sein du groupement cuirassé Buisson, avant de se replier en combattant.
Une centaine d'hommes du bataillon parviennent à échapper à l'encerclement mais tous les R35 sont perdus ou ont été cédés au 42e BCC. Ils rejoignent le dépôt 504 de Valence le 18 juin mais le dépôt est évacué le 20. Le lendemain, il est prévu de reconstituer le bataillon avec deux compagnies de marche de chars B1 bis. Six chars produits par les Forges et chantiers de la Méditerranée à La Seynes-sur-Mer et deux autres venus de la Compagnie des forges et aciéries de la Marine et d'Homécourt à Saint-Chamond sont livrés pour équiper la 1re compagnie du bataillon reconstitué. L'unité, dont quatre à six des chars ne possèdent pas de tourelle,, ne participe pas aux derniers combats de la campagne, étant à Puy-Saint-Martin le 25 juin à l'arrêt des combats. Les huit B1 bis rebroussent chemin vers le sud et sont enterrés dans une carrière souterraine aux Baux-de-Provence pour échapper aux occupants italiens. Les chars ne sont trouvés qu'en octobre 1940 quand un informateur français dévoile l'existence de la cachette aux Italiens.

## Ordre de Bataille
- Commandant  : chef de bataillon Aussenac, remplacé (blessé) le 12 juin par le capitaine Boreau de Roincé[1]
- chef d'Etat-Major : capitaine Buisson[1]
- Compagnie d'Echelon : capitaine Perrin[2]
- 1re compagnie : capitane Tancredi, remplacé (blessé) le 25 mai par le lieutenant Poigny[1]
- 2e compagnie : lieutenant Halper[1]
- 3e compagnie : capitaine de Boreau de Roincé, remplacé (prenant le commandement du bataillon) le 12 juin par le lieutenant Moulinié[1]

## Insigne
L'insigne du bataillon est un écu bleu ciel, avec en pointe l'inscription 10e BCCA (bataillon de chars de combat alpin), surmonté d'un char noir et de pitons blancs. Au centre de l'insigne, un disque rouge portant un dragon couleur chair, encadré de la devise « Droit devant loin dedans ». L'insigne est réalisé par Drago.
Quand il est peint sur les portes des véhicules de soutien du bataillon, l'insigne du régiment est simplement constitué du dragon blanc dans un disque rouge.